# EsseGesse
EsseGesse was een Italiaans team van stripauteurs, meest bekend voor hun westernstrips, die populair waren in de jaren 1950 en 1960. De strips werden vertaald in het Frans, Servokroatisch, Turks, Grieks, Zweeds, Deens en Noors. 
Het team bestond uit Pietro Sartoris (1926-1989), Dario Guzzon (1926-2000) en Giovanni Sinchetto (1922-1991). Hun meest beroemde stripreeksen zijn Captain Miki, Il grande Blek, Commandante Mark, Kinowa en Alan Mistero. 